# Franz Hohler

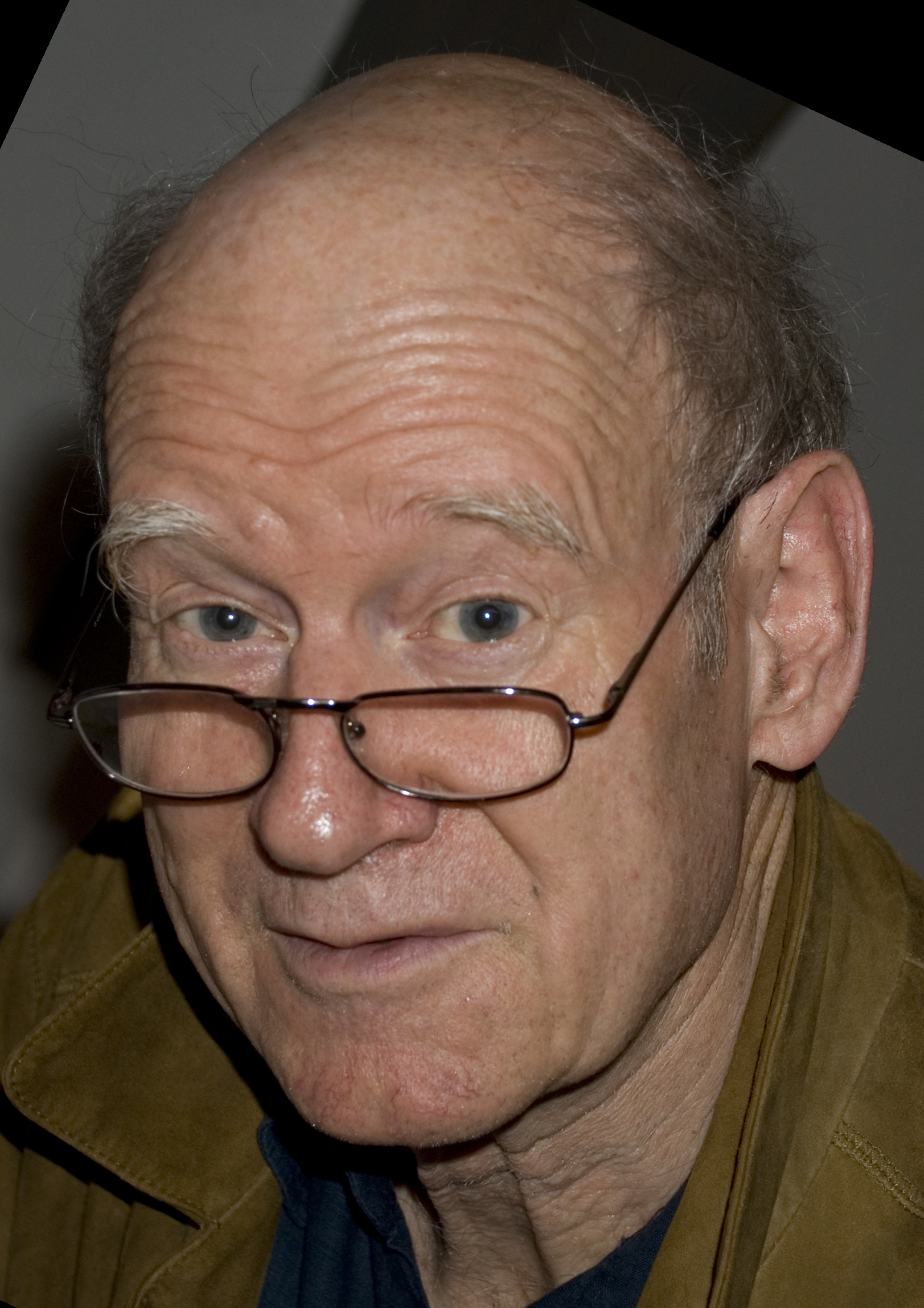
Franz Hohler (2008)

Franz Hohler am Cello (1974, ETH-Bibliothek, fotografiert von Hans Witschi, Comet Photo, Bildarchiv der ETH Zürich)

Franz Hohler (links) und Hanns Dieter Hüsch, 1976

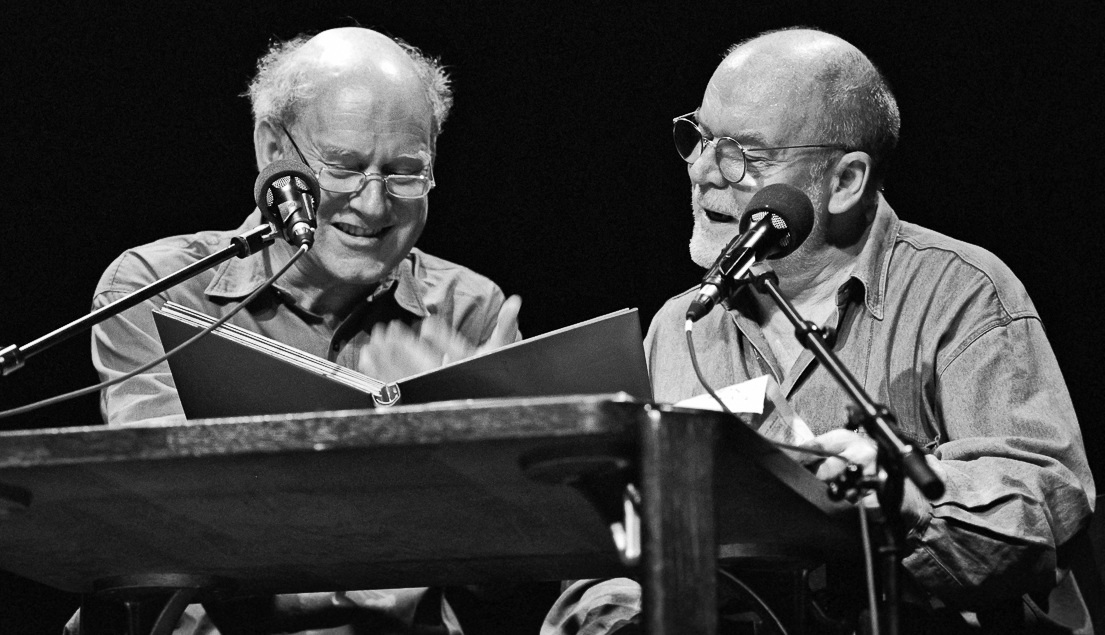
Franz Hohler und Hanns Dieter Hüsch beim Kulturdonnerstag 1996

Franz Hohler (* 1. März 1943 in Biel) ist ein Schweizer Schriftsteller, Kabarettist und Liedermacher.

## Leben und Karriere
Franz Hohler wuchs zusammen mit seinem älteren Bruder Peter in Olten auf und besuchte bis 1963 die Kantonsschule Aarau. Danach begann er an der Universität Zürich Germanistik und Romanistik zu studieren. Vom Militär wurde er als dienstuntauglich eingestuft, was ihn, wie er selbst sagt, nicht störte.
Während des Studiums führte er sein erstes Soloprogramm pizzicato auf (1965). Dessen Erfolg ermutigte ihn, das Studium abzubrechen und sich ganz der Kunst zu widmen. Sein Werk umfasst unter anderem Kabarettprogramme, Theaterstücke, Film- und Fernseh-Produktionen, Kinderbücher, Kurzgeschichten, Romane und Gedichte.
Er arbeitete immer wieder mit anderen Künstlern zusammen, beispielsweise auf der Bühne und am Fernsehen mit dem Pantomimen René Quellet, mit Hanns Dieter Hüsch, Emil Steinberger und Mani Matter.
Charakteristisch für Hohlers Werk ist der Wechsel zwischen politischem Engagement und reiner Fabulierlust. Oft geht er auch von feinen Alltagsbeobachtungen aus, die unversehens ins Absurde kippen. Hohler begleitet sich ähnlich wie der deutsche Kabarettist Matthias Deutschmann bei seinen Auftritten oft selbst auf dem Cello (Celloballaden).
Er ist seit 1968 mit der Psychologin Ursula Nagel verheiratet und Vater von zwei Söhnen. Er wohnt in Zürich-Oerlikon.
Hohler war von 2005 bis 2009 Präsident der Prix-Courage-Jury. Er ist Mitglied beim Verband Autorinnen und Autoren der Schweiz, bei Autillus – Kinder und Jugendbuchschaffende Schweiz, und beim International PEN.
Sein Archiv befindet sich im Schweizerischen Literaturarchiv in Bern.

## Auszeichnungen
- 1968: Conrad-Ferdinand-Meyer-Preis
- 1972: Georg-Mackensen-Literaturpreis
- 1973: Deutscher Kleinkunstpreis in der Kategorie Kabarett
- 1976: Hans-Sachs-Preis der Stadt Nürnberg
- 1978: Oldenburger Kinder- und Jugendbuchpreis, für Tschipo
- 1987: Alemannischer Literaturpreis[4]
- 1988: IBBY Honour List, für Tschipo und die Pinguine
- 1990: Cornichon der Oltner Kabarett-Tage
- 1991: Gesamtwerkspreis der Schweizerischen Schillerstiftung
- 1994: Schweizerischer Jugendbuchpreis für Der Riese und die Erdbeerkonfitüre
- 1995: Premio mundial José Marti de literatura infantil
- 1997: Liederpreis für Der Weltuntergang (1974)[5][6]
- 1997: Liederpreis des SWF
- 2000: Prix Enfantaisie
- 2000: Kunstpreis der Stadt Olten
- 2001: Binding-Preis für Natur- und Umweltschutz
- 2002: Aargauer Kulturpreis
- 2002: Kasseler Literaturpreis für grotesken Humor
- 2005: Kunstpreis der Stadt Zürich
- 2005: Schillerpreis der Zürcher Kantonalbank für Die Torte
- 2008: Salzburger Stier für das Lebenswerk
- 2009: Ehrendoktor der Universität Freiburg[7]
- 2011: Heidelberger Leander, für Es war einmal ein Igel
- 2013: Ehrenpreis der ktv (Vereinigung KünstlerInnen – Theater – VeranstalterInnen, Schweiz)[8]
- 2013: Solothurner Literaturpreis
- 2014: Ehrenpreis des Landes Rheinland-Pfalz zum Deutschen Kleinkunstpreis[9]
- 2014: Alice Salomon Poetik Preis
- 2014: Johann-Peter-Hebel-Preis
- 2021: Großer Preis der Deutschen Akademie für Kinder- und Jugendliteratur e. V. Volkach
- 2023: Dreitannen-Ehrenpreis beim Buchfestival Olten[10]

## Werke

### Bücher

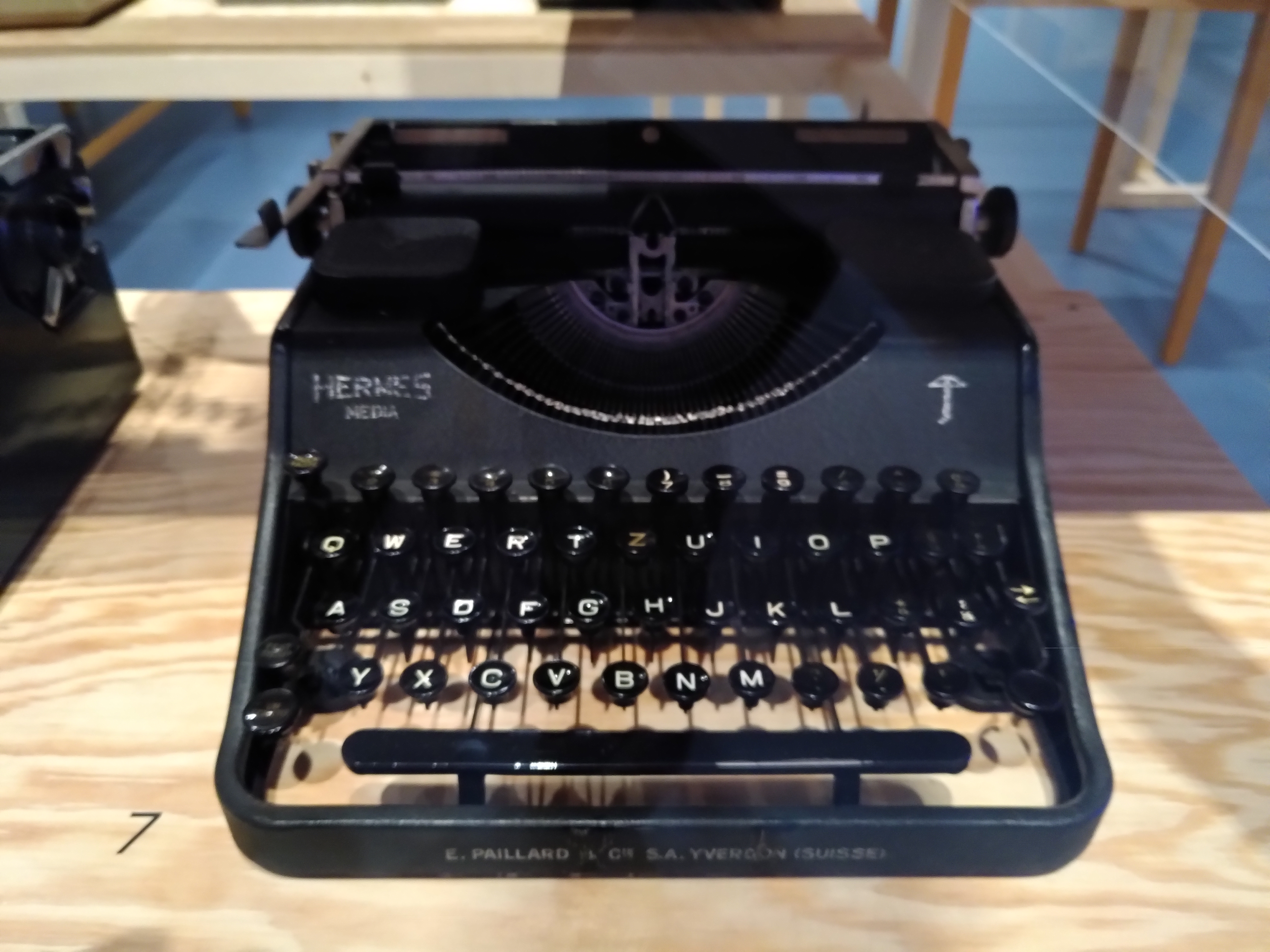
Schreibmaschine von Franz Hohler

- Das verlorene Gähnen und andere nutzlose Geschichten. Benteli, Bern 1967.
- Idyllen. Luchterhand, Neuwied und Berlin 1970.
- Fragen an andere. Interviews mit Wolf Biermann, Peter Handke, Ernst Jandl, Mani Matter und Hannes Wader. Zytglogge, Gümligen 1973.
- Der Rand von Ostermundigen. Erzählungen. Luchterhand, Darmstadt und Neuwied 1973.
- Wegwerfgeschichten. Zytglogge, Gümligen 1974, ISBN 3-7296-0041-9.
- Wo? Luchterhand, Darmstadt und Neuwied 1975, ISBN 3-472-86413-3.
- Der Wunsch, in einem Hühnerhof zu leben. Sumus, Feldmeilen-Zürich 1977, ISBN 3-85926-000-6.
- Darf ich Ihnen etwas vorlesen? Pfaffenweiler Presse, Badenweiler 1978, ISBN 3-921365-21-X.
- Ein eigenartiger Tag. Lesebuch. Luchterhand, Darmstadt 1979, ISBN 3-472-86489-3.
- Ichduersiees. Grüss Gott, Herr Meier! Die Bewerbung. Lenos (Texte für die Theaterwerkstatt 1), Basel 1979, ISBN 3-85787-066-4.
- Die Rückeroberung. Erzählungen. Luchterhand, Darmstadt 1982, ISBN 3-472-86559-8.
- Die dritte Kolonne. Ein Theaterstück für zwei Frauen und eine Gegensprechanlage. Stiftung Pro Mente Sana, Weinfelden 1984.
- Hin- und Hergeschichten (mit Jürg Schubiger). Nagel & Kimche, Zürich 1986, ISBN 3-312-00118-8.
- Das Kabarettbuch. Luchterhand, Darmstadt 1987, ISBN 3-472-86648-9.
- Der Verkäufer und der Elch. Geschichten, Lieder, Szenen (hrsg. v. Annelie Wegener). Henschel, Berlin 1987.
- Vierzig vorbei. Gedichte. Luchterhand, Darmstadt 1988, ISBN 3-630-86676-X.
- Der neue Berg. Roman. Luchterhand, Frankfurt 1989, ISBN 3-630-86710-3.
- Der Mann auf der Insel. Ein Lesebuch. Luchterhand, Frankfurt 1991, ISBN 3-630-86755-3.
- Da, wo ich wohne. Luchterhand, Hamburg 1993, ISBN 3-630-86809-6.
- In den Armen der Pachamama. Eine Reportage aus Bolivien. Artikel in der WoZ, Zürich 1994.
- Die blaue Amsel. Luchterhand, München 1995, ISBN 3-630-86869-X.
- Drachenjagen. Das neue Kabarettbuch. Luchterhand, München 1996, ISBN 3-630-86952-1.
- Das verspeiste Buch. Eine Fortsetzungsgeschichte (mit Bildern von Hans Traxler). Schöffling, Frankfurt 1996, ISBN 3-89561-051-8.
- Die Steinflut. Eine Novelle. Luchterhand, München 1998, ISBN 3-630-86994-7.
- Zur Mündung. 37 Geschichten von Leben und Tod. Luchterhand, München 2000, ISBN 3-630-87067-8.
- Die Karawane am Boden des Milchkrugs. Groteske Geschichten. Luchterhand, München 2003, ISBN 3-630-62068-X.
- Die Torte und andere Erzählungen. Luchterhand, München 2004, ISBN 3-630-87151-8.
- 52 Wanderungen. Luchterhand, München 2005, ISBN 3-630-87203-4.
- Vom richtigen Gebrauch der Zeit. Gedichte. Luchterhand, München 2006, ISBN 3-630-62083-3.
- Es klopft. Roman. Luchterhand, München 2007, ISBN 978-3-630-87266-7.
- Das Ende eines ganz normalen Tages. Geschichten. Luchterhand, München 2008, ISBN 978-3-630-87283-4.
- Das Kurze. Das Einfache. Das Kindliche. Ein Gedankenbuch. Luchterhand, München 2010, ISBN 978-3-630-62189-0[11]
- Der Stein. Erzählungen. Luchterhand, München 2011, ISBN 978-3-630-87361-9.
- Eine Kuh verlor die Nerven. Frühe Texte 1959–1966. Knapp, Olten 2011, ISBN 978-3-905848-50-2.
- Spaziergänge. Erzählungen. Luchterhand, München 2012, ISBN 978-3-630-87386-2.
- Der Geisterfahrer. Die Erzählungen. Luchterhand, München 2013, ISBN 978-3-630-87382-4.
- Gleis 4. Roman. Luchterhand, München 2013, ISBN 978-3-630-87420-3.
- Immer höher. Erzählungen. AS Verlag, Zürich 2014, ISBN 978-3-906055-19-0.
- Der Autostopper. Die kurzen Erzählungen. Luchterhand, München 2014, ISBN 978-3-630-87456-2.
- Ein Feuer im Garten. Erzählungen. Luchterhand, München 2015, ISBN 978-3-630-87452-4.
- Alt? Gedichte. Luchterhand, München 2017, ISBN 978-3-630-87544-6.
- Das Päckchen. Roman. Luchterhand, München 2017, ISBN 978-3-630-87559-0.[12]
- Sommergelächter. Die Gedichte. Luchterhand, München 2018, ISBN 978-3-630-87584-2.
- Fahrplanmäßiger Aufenthalt. Luchterhand, München 2020, ISBN 978-3-630-87639-9.[13]
- Der Enkeltrick. Erzählungen. Luchterhand, München 2021, ISBN 978-3-630-87679-5.
- Ds Totemügerli (erstmals als eigenständiges Buch), mit Illustrationen von Patrick Huber, Zytglogge, Basel 2022, ISBN 978-3-7296-5083-1.
- Rheinaufwärts. Erzählungen. Luchterhand, München 2023, ISBN 978-3-630-87732-7.
- Die Bahnhofsromane. btb, München 2023, ISBN 978-3-442-77299-5.
- Franz Hohler & friends. Begegnungen. Luchterhand, München 2024, ISBN 978-3-630-87775-4.

Kinderbücher
- Tschipo. Kinderroman. Mit Zeichnungen von Arthur Loosli. Luchterhand, Darmstadt 1978, ISBN 978-3-472-81002-5.
- Zoologische Findlinge. Ein Tierbuch. Mit sieben Kurzgeschichten von Franz Hohler (mit Arthur Loosli). Zytglogge, Gümligen 1978.
- In einem Schloss in Schottland lebte einmal ein junges Gespenst. Bilder von Werner Maurer. Sauerländer, Aarau 1979, ISBN 978-3-314-10616-3.
- Sprachspiele. Schweizerisches Jugendschriftenwerk (Nr. 1485), Zürich 1979.
- Dr. Parkplatz. Eine Geschichte für Kinder. Bilder von Werner Maurer. Walter, Olten 1980.
- Der türkische Traum. Mit 10 sechsfarbigen Linolschnitten von Wolfgang Jörg und Erich Schönig. Berliner Handpresse, Berlin 1981.
- Der Granitblock im Kino und andere Geschichten für Kinder. Luchterhand, Darmstadt 1981.
- Der Nachthafen. Bilder von Werner Maurer. Benziger, Zürich 1984.
- Tschipo und die Pinguine. Kinderroman. Mit Zeichnungen von Arthur Loosli. Luchterhand, Darmstadt 1985.
- Der Räuber Bum. Bilder von Werner Maurer. Sauerländer, Frankfurt a. M. 1987, ISBN 978-3-7941-2862-4.
- Sieben Schöpfungsgeschichten. Mit 9 farbigen Linolschnitten von Ingrid Jörg, Klaus Ensikat und Wolfgang Jörg. Berliner Handpresse, Berlin 1992.
- Der Riese und die Erdbeerkonfitüre. Und andere Geschichten. Mit Bildern von Nikolaus Heidelbach. Ravensburger, Ravensburg 1993, ISBN 978-3-473-34345-4.
- Der Urwaldschreibtisch. Bilder von Dieter Leuenberger. Sauerländer, Aarau 1994, ISBN 978-3-7941-3763-3.
- Tschipo in der Steinzeit. Mit Zeichnungen von Arthur Loosli. Ravensburger, Ravensburg 1995, ISBN 978-3-473-52153-1.
- Die drei Gärtner. Mit 6 achtfarbigen Original-Farblinolschnitten von Ingrid Jörg. Berliner Handpresse, Berlin 1994.
- Die Spaghettifrau. Ravensburger, Ravensburg 1998, ISBN 978-3-473-34351-5.
- Wenn ich mir etwas wünschen könnte, Illustriert von Rotraut Susanne Berner. Hanser, München 2000.
- Der grosse Zwerg und andere Geschichten. Mit Zeichnungen von Nikolaus Heidelbach. Dtv, München 2003, ISBN 978-3-423-62139-7.
- Der Tanz im versunkenen Dorf. Illustriert von Reinhard Michl. Hanser, München 2005.
- Aller Anfang. Geschichten von Jürg Schubiger und Franz Hohler. Mit farbigen Bildern von Jutta Bauer. Beltz & Gelberg, Weinheim 2006.
- Das große Buch. Geschichten für Kinder. Illustriert von Nikolaus Heidelbach. Hanser, München 2009, ISBN 978-3-446-23312-6
- Mayas Handtäschchen. Illustriert von Jacky Gleich. Patmos, Düsseldorf 2009.
- Es war einmal ein Igel. Kinderverse. Mit Bildern von Kathrin Schärer. Hanser, München 2011, ISBN 978-3-446-23662-2.
- Die Nacht des Kometen. Mit Illustrationen von Kathrin Schärer. Hanser, München 2015, ISBN 978-3-446-24927-1.
- Am liebsten aß der Hamster Hugo Spaghetti mit Tomatensugo. Tiergedichte. Mit Bildern von Kathrin Schärer. Hanser, München 2018, ISBN 978-3-446-26055-9.
- Tschipo & Tschipo und die Pinguine. dtv, München 2019, ISBN 978-3-423-64058-9.
- Der Geburtstag (auf Schweizerdeutsch, nach Hans Fischer). NordSüd Verlag, Zürich 2020.
- In einem Schloss in Schottland lebte einmal ein junges Gespenst. NordSüd Verlag, Zürich 2022, ISBN 978-3-86615-436-0.
- Das kleine Wildschwein und die Krähen. Mit Bildern von Kathrin Schärer. Hanser, München 2023, ISBN 978-3-446-27600-0.

Herausgeberschaft
- Mani Matter. Porträtband. Benziger, Zürich 1977; 2. umgestaltete A. ebd. 1992.
- Festhalten. 35×89. Ein Jahrbuch. Zytglogge, Gümligen 1990.
- 111 einseitige Geschichten. Luchterhand, Darmstadt 1981, ISBN 3-472-86535-0.
- 112 einseitige Geschichten. Luchterhand, München 2007, ISBN 978-3-630-62000-8.
- 113 einseitige Geschichten. btb, München 2016, ISBN 978-3-442-75701-5.

### Kabarettprogramme
- Pizzicato (1965).
- Die Sparharfe, UA 9. Oktober 1967, 192 Vorstellungen
- Kabarett in 8 Sprachen, UA 23. Juni 1969 im Théâtre Fauteuil in Basel
- Doppelgriffe, UA 9. November 1970 im Théâtre Fauteuil, 196 Vorstellungen
- Die Nachtübung, UA 30. Oktober 1973 im Kleintheater in Luzern, 217 Vorstellungen
- Schubert-Abend, UA 6. März 1979 in der Rampe in Bern, 139 Vorstellungen
- Lieder ohne Musik (mit Hanns Dieter Hüsch), UA: 28. März 1981 in der Rampe in Bern
- Der Flug nach Milano, UA 26. Januar 1985 im Claque in Baden, 159 Vorstellungen
- S isch nüt passiert, UA 1987.
- Ein Abend mit Franz Hohler, UA 1990 (variables Programm)
- Drachenjagd, UA 1994, 148 Vorstellungen
- Wie die Berge in die Schweiz kamen, UA 1995 (Repertoire-Programm)
- Hanns Dieter Hüsch trifft Franz Hohler, UA 20. April 1996 in der Weserberglandhalle in Hameln
- Schweizer sein – être Suisse – essere Svizzeri (mit Michel Bühler und Marco Zappa), UA 1998.
- Das vegetarische Krokodil, UA 1999.
- Im Turm zu Babel, UA 2000.
- S Tram uf Afrika, UA 2001.

### Theaterstücke
- Bosco schweigt. Groteske. UA: 13. November 1968 im Theater am Neumarkt Zürich, Regie von Reinhart Spörri
- Grüss Gott, Herr Meier! Einakter. UA: 6. Dezember 1968 im Theater Baden-Baden, Regie von Günther Penzoldt
- Liebeskummer. Übersetzung des Stücks von Molière. UA: 15. Oktober 1969 im Theater am Neumarkt in Zürich
- Lassen Sie meine Wörter in Ruhe! UA: 18. Juni 1974 im Theaterkollektiv Studio am Montag in Bern, Regie von Verena Strasser
- Vom Angsthaben, Streiten und Essen. Bühnenstück (mit René Quellet). UA: 1974.
- Der Riese. Einakter. UA: 10. April 1976 im Volkstheater Nürnberg, Regie von Paul Bösiger
- Der Zwerg. Einakter, bisher nur von Laiengruppen gespielt
- David und Goliath. Stück für Kinder. UA: 19. Februar 1977 in der Schpilkischte Basel
- Franz und René ruumen uf. Bühnenstück (mit René Quellet). UA: 1978.
- Die Dritte Kolonne. Stück für zwei Frauen und eine Gegensprechanlage. UA: 12. Oktober 1979 im Claque in Baden, Regie von Wolfgang Finck
- Solothurner Chueche. Festspiel zum 500-jährigen Jubiläum des Kantons Solothurn. UA: 6. August 1981, Regie von Franz Hohler
- Die Lasterhaften. UA: 13. März 1982 im Theater an der Winkelwiese in Zürich, Regie von Walter Hess und Margot Gödrös
- Die falsche Türe. UA: 31. Oktober 1995 im Stadttheater St. Gallen, Regie von Katja Wolff
- Die drei Sprachen. Stück für Kinder, UA: 1997 im Mladih Theater in Sarajevo
- Zum Glück. Komödie. UA: 2002 im Casinotheater Winterthur
- Sense. UA: 26. August 2011 im Kloster Werthenstein
- ÖV. UA: 27. November 2020 im Bernhard-Theater in Zürich
- Ist hier noch frei? UA: 24. Februar 2023 im Das Theater an der Effingerstrasse in Bern

### Radio-Sendungen (Auswahl)
- 1972: Das Besondere am Mai (Radio DRS, 9. Mai)
- 1975: Faktenordner (Radio DRS)
- 1978: Bsüech (Radio DRS, 23. März)
- 1983: Gschpass mit Franz Hohler, Kindersendungen (Radio DRS)
- 1986: Zytlupe, Kurz-Satire (Radio DRS)

### Filme und TV-Sendungen (Auswahl)
- 1973: Das Parkverbot [Fernsehen DRS;TSR]. Buch: Franz Hohler
- 1973–1994: Franz und René [Fernsehen DRS]
- 1975: Emil auf der Post [ARD]. Regie und Co-Autor: Franz Hohler
- 1976: Die Nachtübung [ARD]
- 1980–1983: Denkpause [Fernsehen DRS]. Satirische Kurzsendung, 40 Folgen
- 1986: Dünki-Schott. Spielfilm. Drehbuch: Franz Hohler, Regie: Tobias Wyss
- 1989–1994: Übrigens… [Fernsehen DRS]. Satire, 46 Folgen
- 1993: Der Kongress der Pinguine. Film. Text: Franz Hohler, Regie: Hans-Ulrich Schlumpf

### Tonträger
- 1967: Pizzicato, LP Zytglogge 101
- 1970: Celloballaden, LP CBS S 64246
- 1971: Traraa! LP CBS 64644
- 1973: I glaub jetz hock i ab, LP CBS S 65 794
- 1974: Ungemütlicher 2. Teil, LP CBS 80 417
- 1978: Iss dys Gmües, LP Image 60 100012
- 1979: Vom Mann, der durch die Wüste ging, 2LP Image 60 102425
- 1981: Einmaliges von Franz Hohler, LP Image 60-100027
- 1981: Das Projekt Eden, LP Image 60-100030
- 1982: Es si alli so nätt, LP Image 60 100033
- 1982: In einem Schloss in Schottland lebte einmal ein junges Gespenst, LP Deutsche Grammophon Junior 2546 060
- 1987: S isch nüt passiert, LP Zytglogge 124
- 1989: Hohler Kompakt, CD Zytglogge 4133
- 1992: Der Räuber Bum und andere Geschichten, MC Modus Vivendi
- 1993: Der Flug nach Milano, 2CD Zytglogge 4134
- 1994: Drachenjagd, 2CD Zytglogge 4135
- 1995: Der Theaterdonnerer, CD Zytglogge 4136
- 1995: S Zauberschächteli, CD Zytglogge 4451
- 1997: Hanns Dieter Hüsch trifft Franz Hohler, CD WortArt 780 32
- 1998: Zytlupe, CD Zytglogge 4138
- 1998: Der gross Zwärg, CD Zytglogge 4452
- 1999: Tschipo i der Steizit (TEIL 1 UND 2), 4MC DRS KinderClub
- 1999: Schweizer sein, être Suisses, essere Svizzeri. (Vol. 1 und 2), CDs.
- 2001: Im Turm zu Babel, 2CD Zytglogge 4142
- 2003: Wenimol alt bi, CD Zytglogge 4143

### Hörbücher
Für Erwachsene:
- Zur Mündung (vom Autor gelesen); CD, Audiobuch Verlag
- Bedingungen für die Nahrungsaufnahme (mit kurzen Cellostücken); MC/CD, Wagenbach
- Die Torte und andere Erzählungen – Gelesen von Hohler; 2 CDs, Random House Audio
- 52 Wanderungen (19 davon gelesen von Hohler, mit kurzen Cellostücken); 2 CDs, Zytglogge 4097
- Die Steinflut; 4 CDs, Gugis
- Das Ende eines ganz normalen Tages, gelesen von Hohler; 2 CDs, Random House Audio

Für Kinder:
- S Zauberschächteli, MC/CD, Zytglogge (4)451
- Der gross Zwärg, MC/CD, Zytglogge (4)452
- Tschipo i der Steizit, 4 MCs, Zytglogge 1471/72
- Tschipo und die Pinguine, 4 MCs, Zytglogge 1482/83
- Das kleine Orchester (Geschichten, hochdeutsch); 1 CD, Gugis-009
- Tschipo; 3 CDs, Zytglogge 4486
- Tschipo und die Pinguine; 3 CDs, Zytglogge 4491
- Tschipo i der Steizit; 3 CDs, Zytglogge 4492
- Mayas Handtäschli; CD, Zytglogge 4490